# Sindromul de stres posttraumatic
Sindromul de stres posttraumatic este o afecțiune specifică soldaților întorși din teatrele de luptă. De-a lungul timpului, în limba engleză, acest fenomen a purtat diferite nume, începând cu shell shock (speriat de bombe) (în Primul Război Mondial), continuând cu battle fatigue și operational exhaustion (în al Doilea Război Mondial), pentru ca, în final, (după Războiul din Vietnam) să se impună termenul post-traumatic stress disorder (PTSD) sindrom de stres posttraumatic.
Majoritatea persoanelor care se confruntă cu un eveniment traumatic nu dezvoltă PTSD. Persoanele care suferă traume interpersonale, cum ar fi violul sau abuzul asupra copiilor, sunt mai susceptibile să dezvolte PTSD, în comparație cu persoanele care suferă traume bazate pe atacuri, precum accidente și dezastre naturale. Aproximativ jumătate dintre oameni dezvoltă PTSD în urma violului. Copiii au mai puține șanse decât adulții să dezvolte PTSD după traumatism, mai ales dacă au sub 10 ani. Diagnosticul se bazează pe prezența unor simptome specifice în urma unui eveniment traumatic.
Prevenirea poate fi posibilă atunci când consilierea este orientată către cei cu simptome precoce, dar nu este eficientă atunci când sunt furnizate tuturor persoanelor expuse la traume, indiferent dacă sunt sau nu simptome. Principalele tratamente pentru persoanele cu PTSD sunt consilierea (psihoterapia) și medicația. Antidepresivele tipului de inhibitor selectiv al recaptării serotoninei sunt medicamentele de primă linie pentru PTSD și au ca rezultat beneficiile la aproximativ jumătate din oameni. Beneficiile medicamentelor sunt mai mici decât cele văzute cu consiliere. Nu se cunoaște dacă utilizarea de medicamente și consiliere împreună are un beneficiu mai mare decât ambele metode separat. Alte medicamente nu au suficiente dovezi pentru a susține utilizarea lor și, în cazul benzodiazepinelor, pot agrava rezultatele.
Persoanele care au prezentat un eveniment traumatic și suferă de tulburare de stres post-traumatic (PTSD) pot avea mai multe șanse de a încerca să se sinucidă.

## Simptome
Simptomele PTSD încep, în general, în primele 3 luni de la incitarea evenimentului traumatic, dar nu pot începe decât ani mai târziu. De obicei, individul cu PTSD evită în mod persistent fie gândurile și emoțiile legate de traume, fie discuțiile despre evenimentul traumatic și poate avea chiar amnezie a evenimentului. Cu toate acestea, evenimentul este reînviat în mod obișnuit de către individ prin amintiri intruzive, recurente, episoade disociative de retrăire a traumei („flashbacks”) și coșmaruri. Deși este frecvent să apară simptome după orice eveniment traumatic, acestea trebuie să persiste într-un grad suficient (adică, cauzând disfuncții în viață sau niveluri clinice de suferință) mai mult de o lună după ce trauma este clasificată ca PTSD (disfuncție semnificativă clinic sau suferință pentru mai puțin de o lună după traumatism poate fi tulburare de stres acut).

## Diagnostic
PTSD poate fi dificil de diagnosticat, din cauza:
- natura subiectivă a majorității criteriilor de diagnostic (deși acest lucru este valabil pentru multe tulburări mentale);
- potențialul de supra-raportare, de exemplu, în timp ce solicitați prestații de invaliditate sau când PTSD ar putea fi un factor atenuant la condamnarea penală;
- potențialul sub-raportării, de exemplu, stigmatismul, mândria, teama că un diagnostic PTSD ar putea împiedica anumite oportunități de angajare;
- simptomele se suprapun cu alte tulburări mentale, cum ar fi tulburarea obsesivă compulsivă și tulburarea de anxietate generalizată;[22]
- asocierea cu alte tulburări mintale, cum ar fi tulburarea depresivă majoră și tulburarea de anxietate generalizată;
- tulburări de consum de substanțe, care produc adesea unele din aceleași semne și simptome ca PTSD; și
- tulburările de consum de substanțe pot crește vulnerabilitatea la PTSD sau pot agrava simptomele PTSD sau ambele; și
- PTSD crește riscul de a dezvolta tulburări de abuz de substanțe.
- expresia diferențială a simptomelor din punct de vedere cultural (în special în ceea ce privește evitarea și amorțirea simptomelor, visele în suferință și simptome somatice)[23]